# Barnas
Barnas [baʁnas] est une commune française située dans le département de l'Ardèche, en région Auvergne-Rhône-Alpes.

## Géographie

### Situation
La commune de Barnas est située à 25 kilomètres à l'ouest d’Aubenas, dans la haute-vallée de l'Ardèche.

### Communes limitrophes
Les communes limitrophes sont Mayres, Mazan-l'Abbaye, Montpezat-sous-Bauzon, Le Roux, La Souche et Thueyts.

### Géologie et relief
La commune comprend le rocher d'Abraham, point culminant de la commune, en commun avec Mayres et La Souche, et le Mont Gros.

### Hydrographie
Le territoire communal est traversé par l'Ardèche, affluent droit du Rhône de 125,1 km de longueur, qui a donné son nom au département où est implanté la commune.

### Climat
Pour des articles plus généraux, voir Climat d'Auvergne-Rhône-Alpes et Climat de l'Ardèche.
En 2010, le climat de la commune est de type climat méditerranéen franc, selon une étude du CNRS s'appuyant sur une série de données couvrant la période 1971-2000. En 2020, Météo-France publie une typologie des climats de la France métropolitaine dans laquelle la commune est exposée à un climat de montagne ou de marges de montagne et est dans la région climatique Sud-est du Massif Central, caractérisée par une pluviométrie annuelle de 1 000 à 1 500 mm, minimale en été, maximale en automne.
Pour la période 1971-2000, la température annuelle moyenne est de 11,3 °C, avec une amplitude thermique annuelle de 16,7 °C. Le cumul annuel moyen de précipitations est de 2 018 mm, avec 9,1 jours de précipitations en janvier et 5,2 jours en juillet. Pour la période 1991-2020, la température moyenne annuelle observée sur la station météorologique installée sur la commune est de 12,3 °C et le cumul annuel moyen de précipitations est de 1 899,5 mm,. Pour l'avenir, les paramètres climatiques de la commune estimés pour 2050 selon différents scénarios d'émission de gaz à effet de serre sont consultables sur un site dédié publié par Météo-France en novembre 2022.
| Mois                                  | jan.            | fév.           | mars           | avril         | mai           | juin           | jui.           | août           | sep.           | oct.          | nov.            | déc.          | année      |
| ------------------------------------- | --------------- | -------------- | -------------- | ------------- | ------------- | -------------- | -------------- | -------------- | -------------- | ------------- | --------------- | ------------- | ---------- |
| Température minimale moyenne (°C)     | 1               | 1,1            | 3,8            | 6,2           | 9,2           | 12,6           | 14,8           | 14,5           | 11,3           | 8,5           | 4,6             | 1,7           | 7,4        |
| Température moyenne (°C)              | 4,3             | 5,2            | 8,7            | 11,3          | 14,8          | 18,8           | 21,3           | 21             | 16,8           | 12,8          | 8,1             | 4,7           | 12,3       |
| Température maximale moyenne (°C)     | 7,6             | 9,3            | 13,6           | 16,4          | 20,4          | 24,9           | 27,8           | 27,5           | 22,2           | 17            | 11,5            | 7,7           | 17,2       |
| Record de froid (°C) date du record   | −9,5 04.01.1993 | −10,7 28.02.18 | −11,6 01.03.05 | −2,3 08.04.21 | 0,3 07.05.19  | 4,7 21.06.1992 | 6,8 12.07.1993 | 6,7 30.08.1998 | 2,5 30.09.1995 | −3,5 26.10.03 | −6,5 22.11.1998 | −9,9 30.12.05 | −11,6 2005 |
| Record de chaleur (°C) date du record | 19,5 27.01.08   | 24,1 24.02.20  | 26,7 17.03.14  | 29,2 29.04.05 | 31,3 29.05.01 | 39 28.06.19    | 37 24.07.19    | 39,5 23.08.23  | 33,7 04.09.16  | 29,4 02.10.11 | 22,5 20.11.1994 | 17,5 29.12.21 | 39,5 2023  |
| Précipitations (mm)                   | 152,9           | 99             | 105,1          | 154,6         | 139,7         | 88,1           | 67,7           | 78,3           | 198,9          | 286,7         | 332,1           | 196,4         | 1 899,5    |

## Urbanisme

### Typologie
Au 1er janvier 2024, Barnas est catégorisée commune rurale à habitat dispersé, selon la nouvelle grille communale de densité à 7 niveaux définie par l'Insee en 2022.
Elle est située hors unité urbaine. Par ailleurs la commune fait partie de l'aire d'attraction d'Aubenas, dont elle est une commune de la couronne,. Cette aire, qui regroupe 68 communes, est catégorisée dans les aires de 50 000 à moins de 200 000 habitants,.

### Occupation des sols

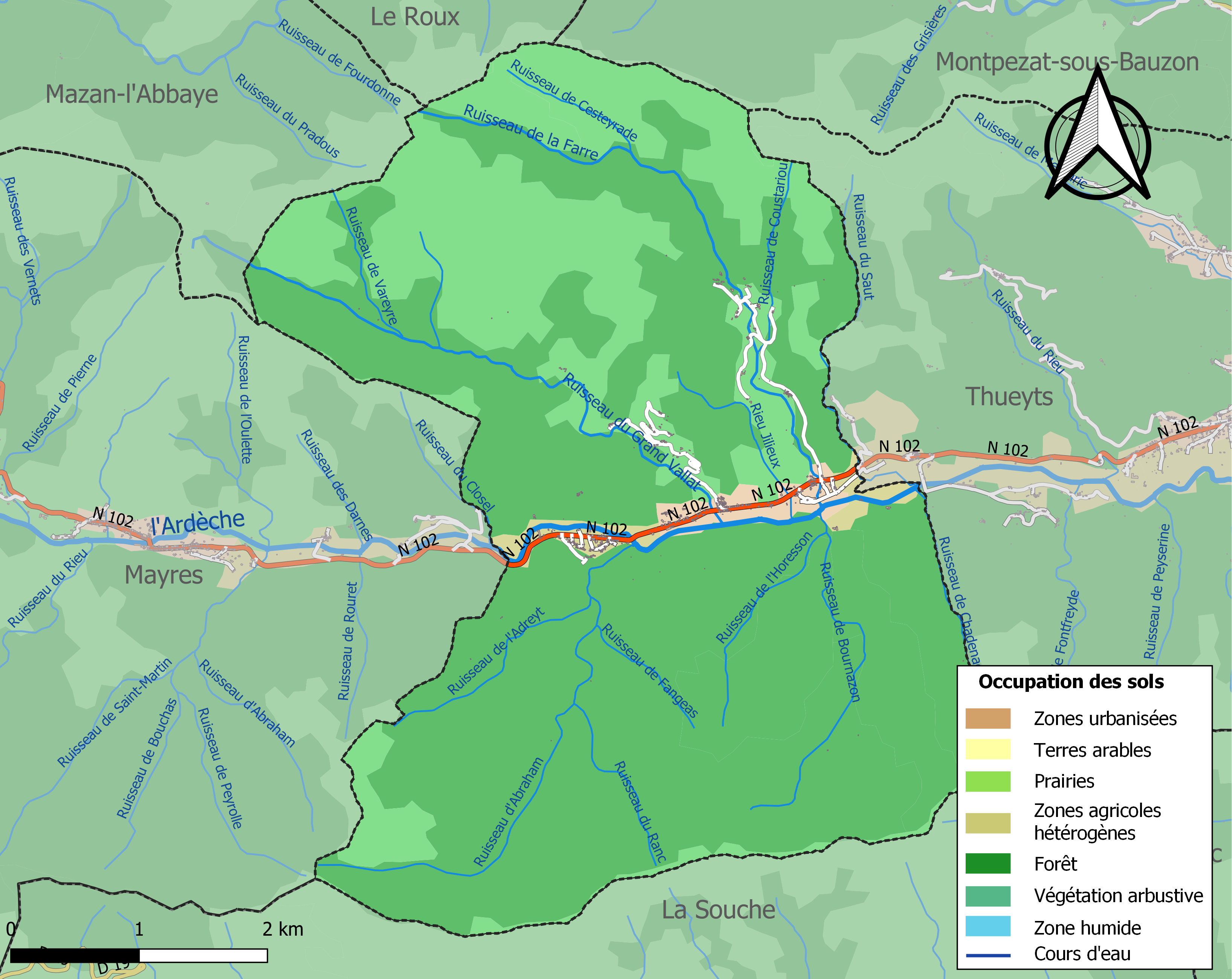
Carte des infrastructures et de l'occupation des sols de la commune en 2018 (CLC).

L'occupation des sols de la commune, telle qu'elle ressort de la base de données européenne d’occupation biophysique des sols Corine Land Cover (CLC), est marquée par l'importance des forêts et milieux semi-naturels (96,9 % en 2018), une proportion identique à celle de 1990 (96,9 %). La répartition détaillée en 2018 est la suivante : 
forêts (69,9 %), milieux à végétation arbustive et/ou herbacée (27 %), zones agricoles hétérogènes (1,6 %), zones urbanisées (1,5 %).
L'évolution de l’occupation des sols de la commune et de ses infrastructures peut être observée sur les différentes représentations cartographiques du territoire : la carte de Cassini (XVIIIe siècle), la carte d'état-major (1820-1866) et les cartes ou photos aériennes de l'IGN pour la période actuelle (1950 à aujourd'hui).

### Habitat et logement
En 2020, le nombre total de logements dans la commune était de 271, alors qu'il était de 276 en 2015 et de 273 en 2010.
Parmi ces logements, 40 % étaient des résidences principales, 54,8 % des résidences secondaires et 5,2 % des logements vacants. Ces logements étaient pour 97,8 % d'entre eux des maisons individuelles et pour 1,9 % des appartements.
Le tableau ci-dessous présente la typologie des logements à Barnas en 2020 en comparaison avec celle de l'Ardèche et de la France entière. Une caractéristique marquante du parc de logements est ainsi une proportion de résidences secondaires et logements occasionnels (54,8 %) très supérieure à celle du département (17,8 %) et à celle de la France entière (9,7 %). Concernant le statut d'occupation de ces logements, 85 % des habitants de la commune sont propriétaires de leur logement (84,6 % en 2015), contre 67,1 % pour l'Ardèche et 57,5 pour la France entière.
| Typologie                                               | Barnas | Ardèche | France entière |
| ------------------------------------------------------- | ------ | ------- | -------------- |
| Résidences principales (en %)                           | 40     | 72,4    | 82,1           |
| Résidences secondaires et logements occasionnels (en %) | 54,8   | 17,8    | 9,7            |
| Logements vacants (en %)                                | 5,2    | 9,7     | 8,2            |

### Voies de communication et transports
Le village est traversé par la Route nationale 102.

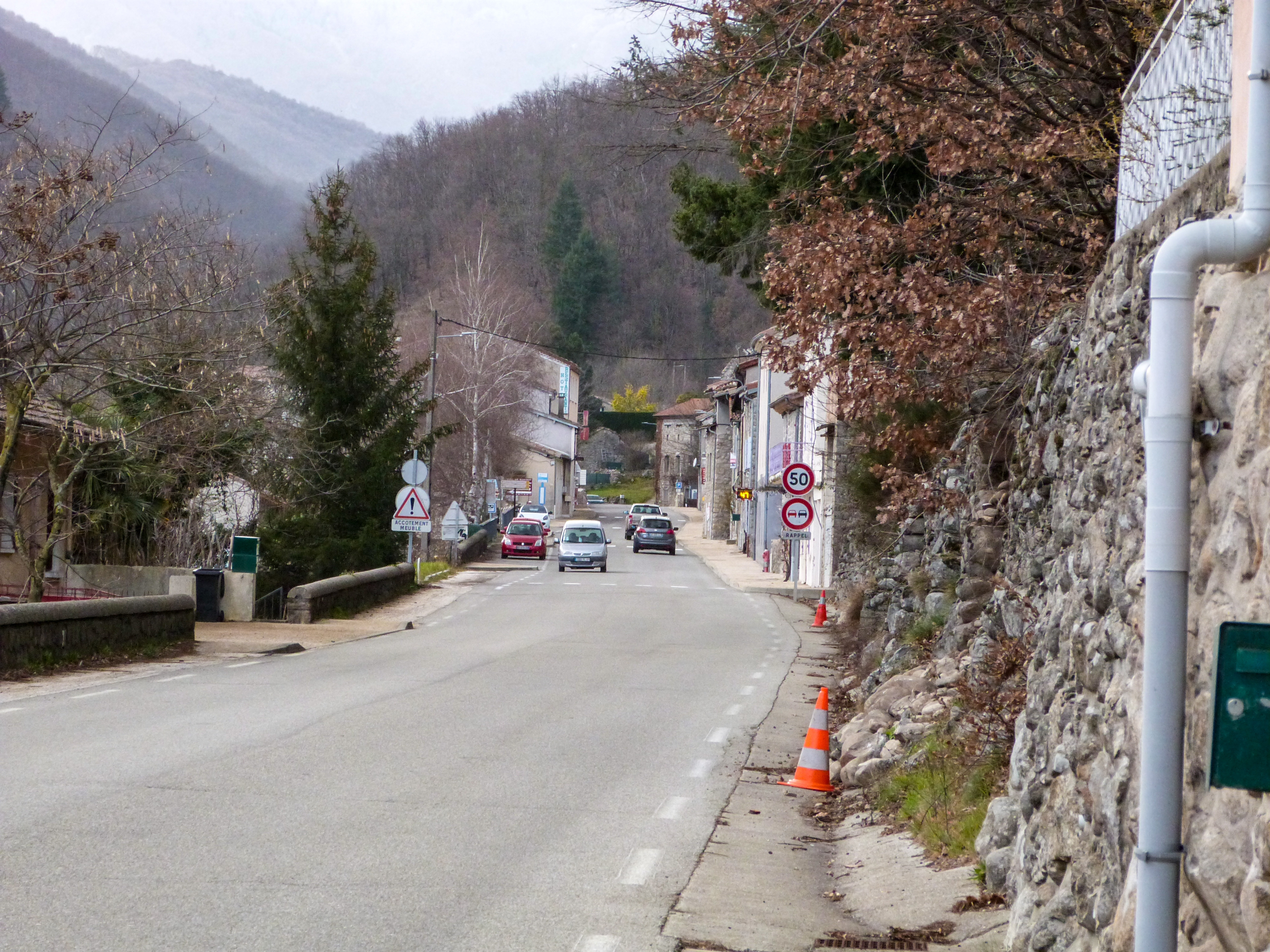
La RN102, rue principale du village.
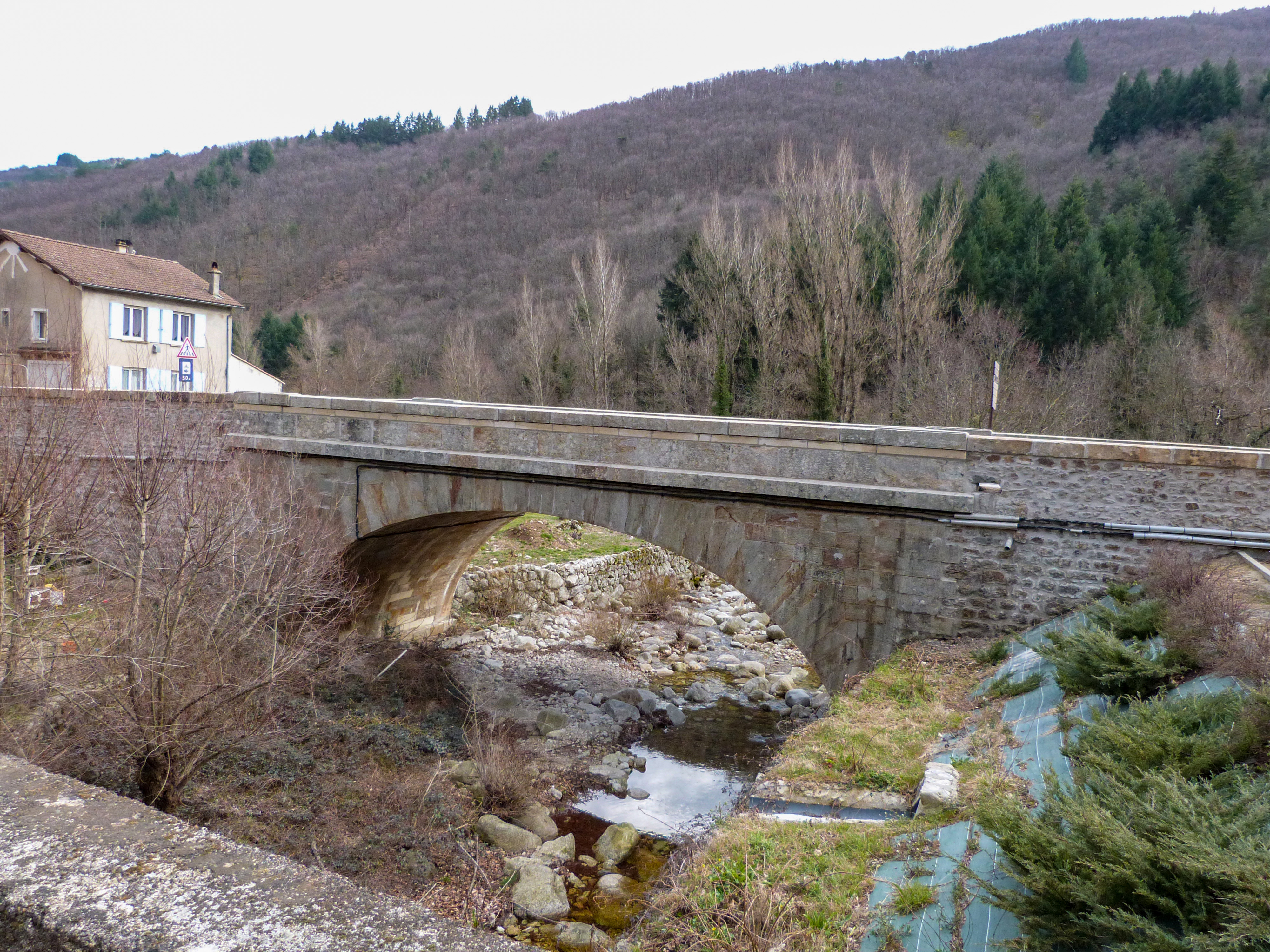
Pont de la RN102 sur un ruisseau du village.

### Risques naturels et technologiques
L'ensemble du territoire de la commune de Barnas est situé en zone de sismicité no 2 (sur une échelle de 5), comme la plupart des communes situées sur le plateau et la montagne ardéchoise ainsi que le sud du territoire de ce département.
| Type de zone | Niveau           | Définitions (bâtiment à risque normal) |
| ------------ | ---------------- | -------------------------------------- |
| Zone 2       | Sismicité faible | accélération = 1,1 m/s2                |

## Histoire

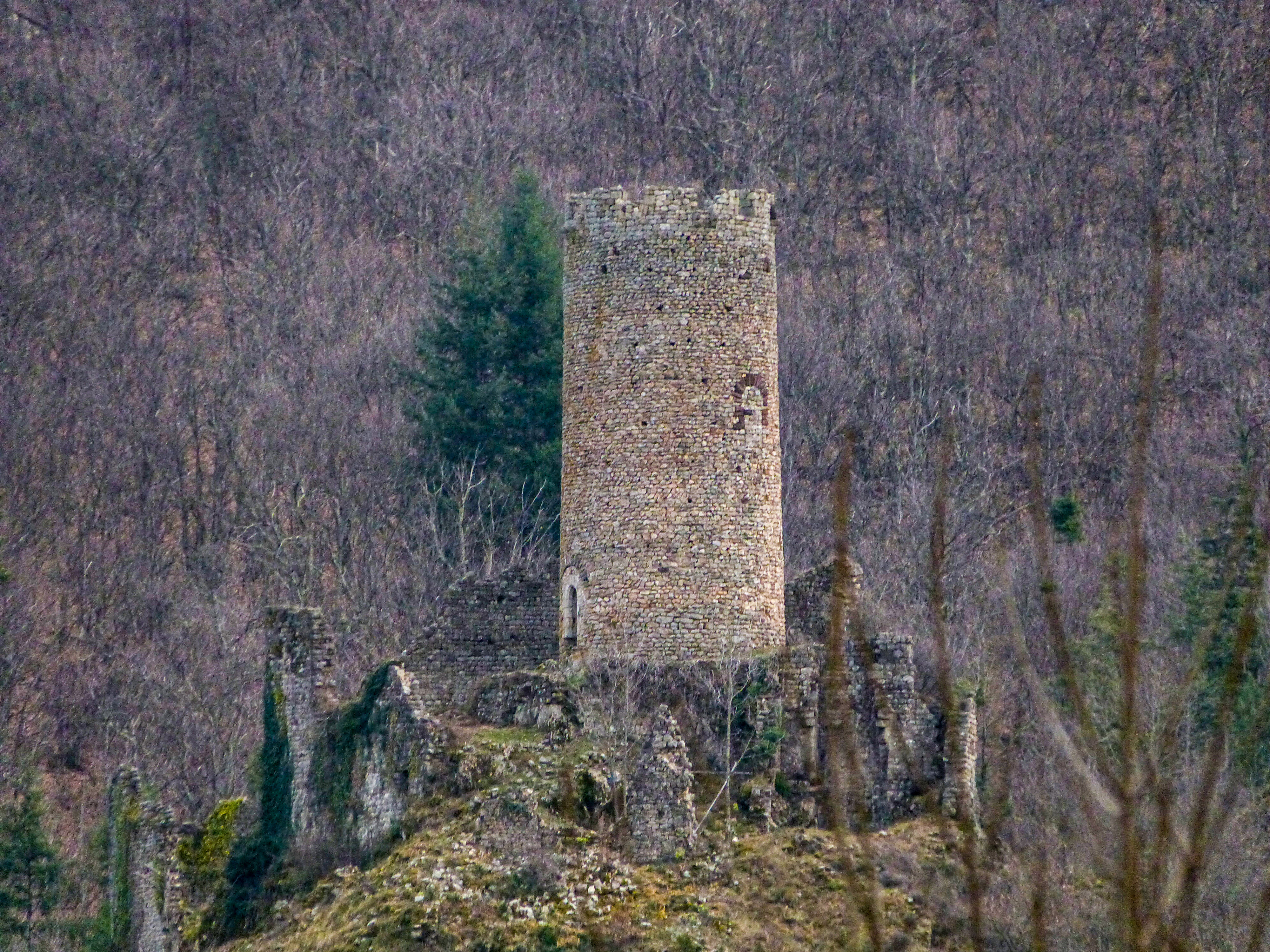
Château de Chadenac

La commune est créée en 1913 par détachement de celle de Thueyts.

## Politique et administration

### Rattachements administratifs et électoraux

#### Rattachements administratifs
La commune se trouve depuis sa création dans l'arrondissement de Largentière du département de l'Ardèche.
Elle faisait partie depuis lors du canton de Thueyts. Dans le cadre du redécoupage cantonal de 2014 en France, cette circonscription administrative territoriale a disparu, et le canton n'est plus qu'une circonscription électorale.

#### Rattachements électoraux
Pour les élections départementales, la commune fait partie depuis 2014 du canton de Haute-Ardèche
Pour l'élection des députés, elle fait partie de la troisième circonscription de l'Ardèche.

### Intercommunalité
Barnas était membre de la petite communauté de communes Source de l'Ardèche, un établissement public de coopération intercommunale (EPCI) à fiscalité propre créé en 2005 et auquel la commune avait transféré un certain nombre de ses compétences, dans les conditions déterminées par le code général des collectivités territoriales.
Conformément aux prescriptions de la loi de réforme des collectivités territoriales du 16 décembre 2010, qui a prévu le renforcement et la simplification des intercommunalités et la constitution de structures intercommunales de grande taille, cette intercommunalité a fusionné avec ses voisines pour former, le 1er janvier 2014, la communauté de communes Ardèche des Sources et Volcans, dont est désormais membre la commune.

### Liste de maires
| Période                                  | Période                        | Identité         | Étiquette | Qualité                                                                                       |
| ---------------------------------------- | ------------------------------ | ---------------- | --------- | --------------------------------------------------------------------------------------------- |
| Les données manquantes sont à compléter. |                                |                  |           |                                                                                               |
| 1913                                     | 1924                           | Auguste Plancher |           |                                                                                               |
| 1924                                     | 1929                           | Jean Rieubet     |           |                                                                                               |
| 1929                                     | 1931                           | Vincent Giraud   |           |                                                                                               |
| 1931                                     | 1935                           | Philippe Sagnes  |           |                                                                                               |
| 1935                                     | 1944                           | Jean Perret      |           |                                                                                               |
| mai 1945                                 |                                | Joseph Aubert    | PCF       |                                                                                               |
|                                          | mars 1959                      |                  |           |                                                                                               |
| mars 1959                                | mars 2001                      | René Vidal       | PCF       | Directeur d'école à Aubenas, syndicaliste Conseiller général de Thueyts (1976 → 1982)         |
| mars 2001                                | mai 2020                       | Joël Laurent     | DVD       | Ouvrier                                                                                       |
| mai 2020                                 | octobre 2023                   | Jean-Luc Vidal   | PCF       | Responsable financier et comptable au Syndicat mixte de la Montagne ardéchoise Démissionnaire |
| octobre 2023                             | En cours (au 30 novembre 2023) | Lynda Bouet      |           | Eleveuse de brebis dans la vallée de Lafarre en agriculture biologique                        |

## Équipements et services publics

### Enseignement
La commune est rattachée à l'académie de Grenoble.

### Postes et télécommunications
Barnas s'est doté d'une agence postale communale ouverte les matins de semaine, sauf le mardi et le samedi.

## Population et société
Les habitants sont les Barnassiens et les Barnassiennes

### Démographie
L'évolution du nombre d'habitants est connue à travers les recensements de la population effectués dans la commune depuis 1921. Pour les communes de moins de 10 000 habitants, une enquête de recensement portant sur toute la population est réalisée tous les cinq ans, les populations de référence des années intermédiaires étant quant à elles estimées par interpolation ou extrapolation. Pour la commune, le premier recensement exhaustif entrant dans le cadre du nouveau dispositif a été réalisé en 2008.

En 2022, la commune comptait 207 habitants, en stagnation par rapport à 2016 (Ardèche : +2,48 %, France hors Mayotte : +2,11 %).
| 1921 | 1926 | 1931 | 1936 | 1946 | 1954 | 1962 | 1968 | 1975 |
| ---- | ---- | ---- | ---- | ---- | ---- | ---- | ---- | ---- |
| 627  | 556  | 661  | 605  | 459  | 405  | 352  | 307  | 219  |

| 1982 | 1990 | 1999 | 2006 | 2008 | 2013 | 2018 | 2022 | - |
| ---- | ---- | ---- | ---- | ---- | ---- | ---- | ---- | - |
| 206  | 214  | 204  | 220  | 226  | 209  | 208  | 207  | - |

### Médias
La commune est située dans la zone de distribution de deux organes de la presse écrite :
- L'Hebdo de l'Ardèche

Il s'agit d'un journal hebdomadaire français basé à Valence et couvrant l'actualité de tout le département de l'Ardèche.
- Le Dauphiné libéré

Il s'agit d'un journal quotidien de la presse écrite française régionale distribué dans la plupart des départements de l'ancienne région Rhône-Alpes, notamment l'Ardèche. La commune est située dans la zone d'édition d'Aubenas.

## Culture locale et patrimoine

### Lieux et monuments
- Ruines du château médiéval de Chadenac ou Chapdenac.
- Église Saint-Théophrède de Barnas du XIXe siècle.

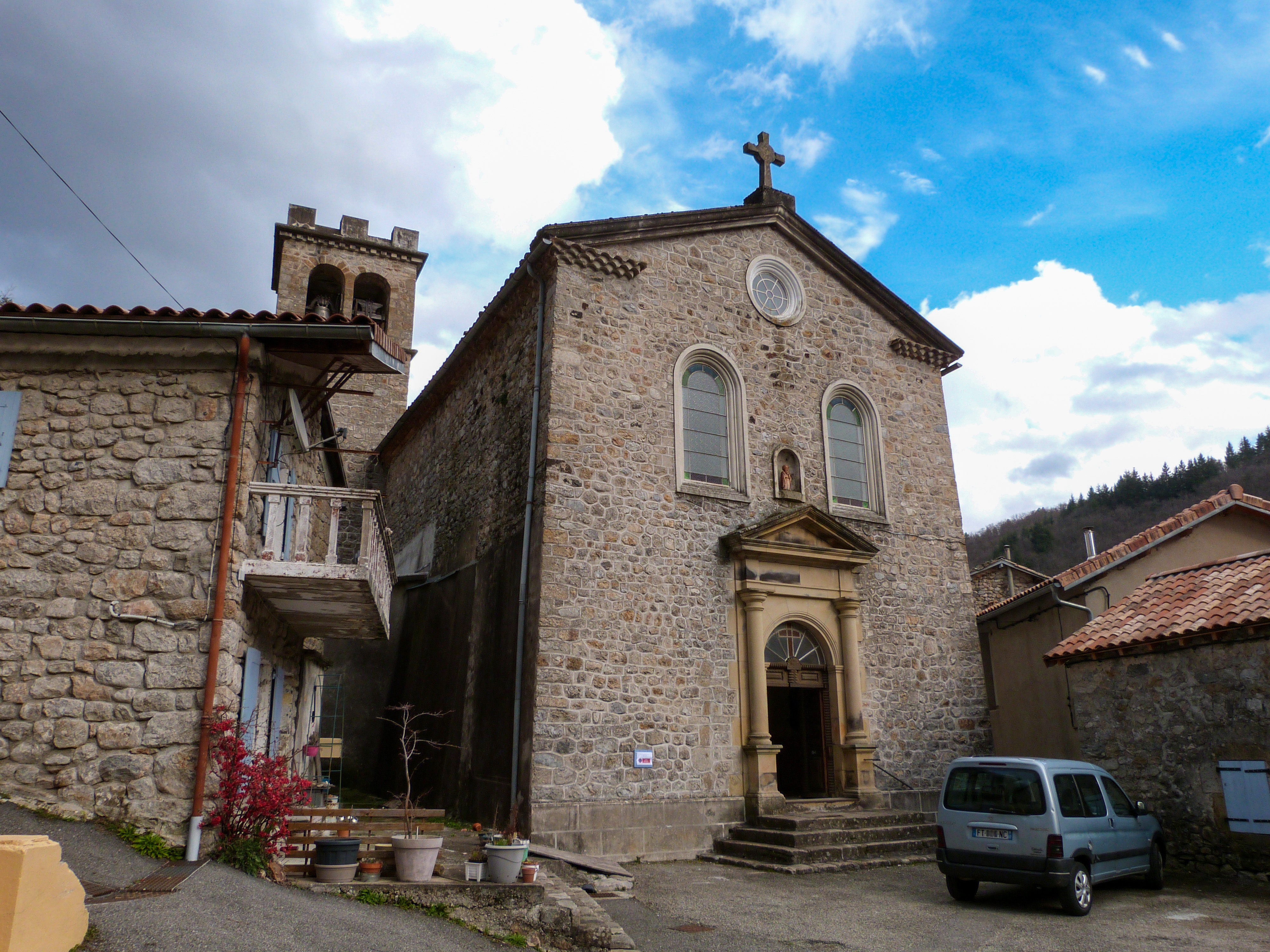
La façade de l'église Saint-Théophrède...
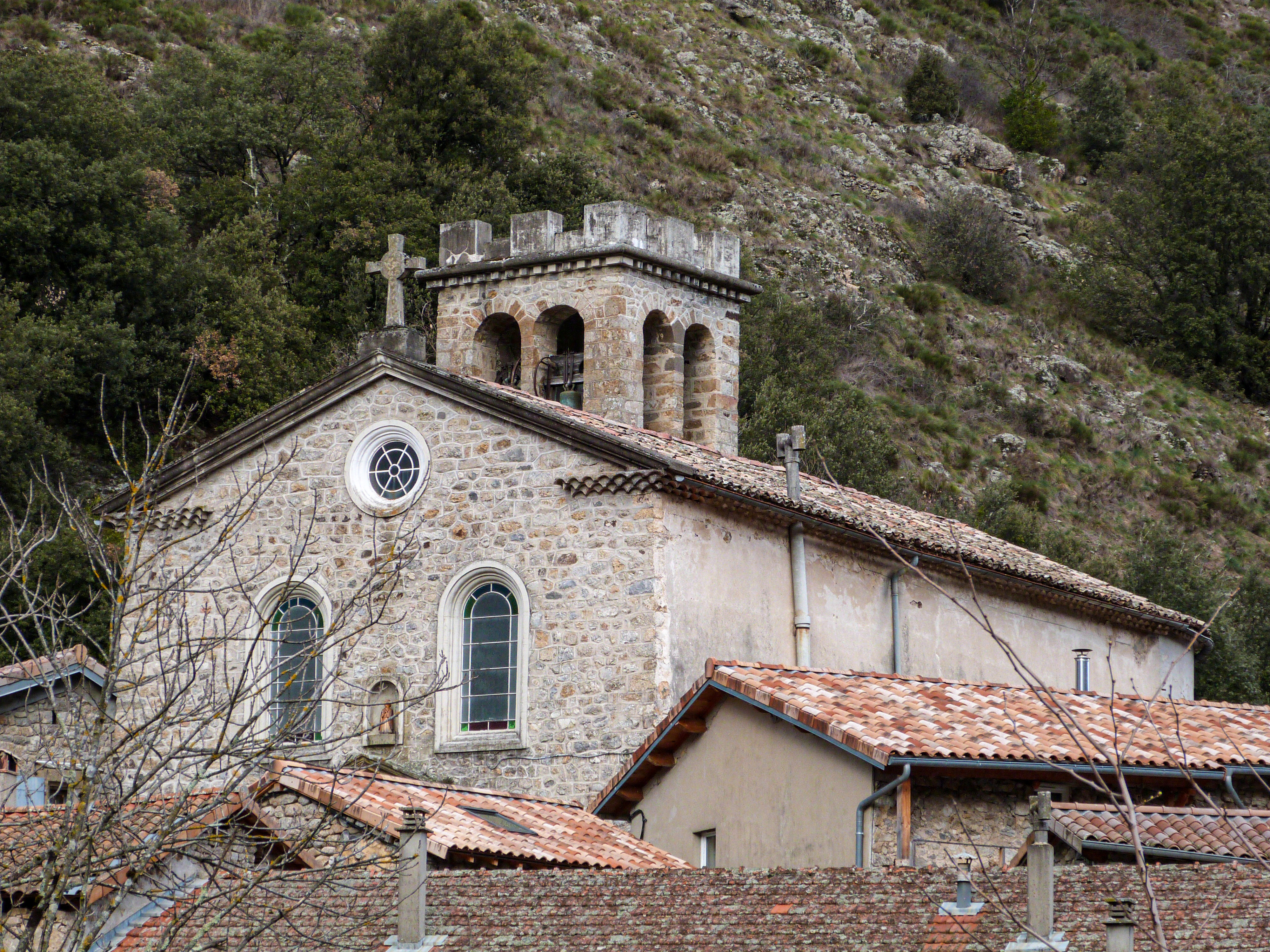
... vue dans les toitures du village.
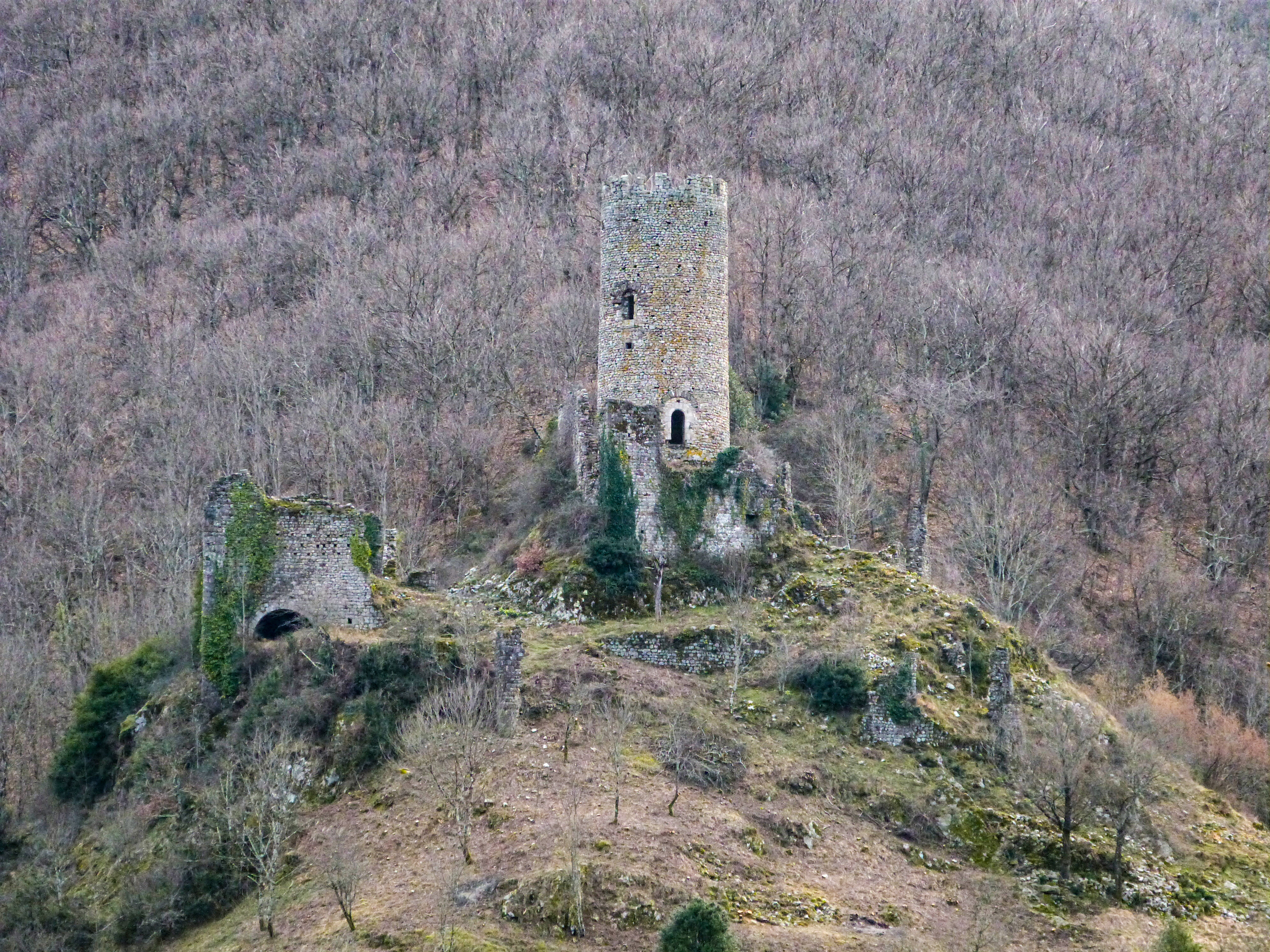
Château de Chadenac.

## Héraldique
| Blason de Barnas | Blason  | Tranché : au 1er, une branche posée en pal et adextrée en chef de trois pommes, au 2e une montagne de deux coupeaux mouvant d’une champagne chargée d’une jumelle ondée et à un chef ondé, une bande chargée de six besants ou tourteaux, brochant sur le tranché. |
| Blason de Barnas | Détails | Le statut officiel du blason reste à déterminer. |

## Pour approfondir
- Site officiel